# Ze La
Ze La (kinesiska: 则拉) är ett bergspass i Kina. Det ligger i den autonoma regionen Tibet, i den sydvästra delen av landet, omkring 340 kilometer sydväst om regionhuvudstaden Lhasa.
Trakten runt Ze La är nära nog obefolkad, med mindre än två invånare per kvadratkilometer. Det finns inga samhällen i närheten. Trakten runt Ze La består i huvudsak av gräsmarker.